# Torneo Provincial Femenino de Santa Fe 2017
El Torneo Provincial Femenino de Santa Fe 2017 fue una copa provincial única, organizada por la Federación Santafesina de Fútbol, en la que participaron equipos femeninos representantes de las ligas afiliadas a dicha federación.
Consagró campeón al Club Atlético Unión de Santa Fe, tras vencer a Defensores del Oeste en la final. Esta competencia fue sucedida por la Copa Santa Fe Femenina, que comenzó a disputarse anualmente a partir de 2019.

## Sistema de disputa
Los 6 equipos participantes se dividieron en dos grupos de tres equipos cada uno. Dentro de cada grupo se enfrentaron una vez entre sí, por el sistema de todos contra todos, con un enfrentamiento interzonal por fecha. Según el resultado de cada partido se otorgaron tres puntos al ganador, un punto a cada equipo en caso de empate y ninguno al perdedor. 
Avanzaron a la final el mejor equipos clasificado de cada grupo, mientras que los segundos disputaron un partido para definir el tercer puesto. Si la serie finalizó empatada en el global, se definió por penales.
|                                          |                                          | Equipos que entran en esta fase      | Equipos que provienen de la fase anterior               |
| ---------------------------------------- | ---------------------------------------- | ------------------------------------ | ------------------------------------------------------- |
| Fase de grupos (6 equipos)               | Fase de grupos (6 equipos)               | - 6 equipos de las ligas regionales. |                                                         |
| Partido por el tercer puesto (2 equipos) | Partido por el tercer puesto (2 equipos) |                                      | - 2 equipos clasificados segundos de la fase de grupos. |
| Final (2 equipos)                        | Final (2 equipos)                        |                                      | - 2 equipos clasificados primeros de la fase de grupos. |

## Equipos participantes
| Liga                                             | Equipo                                     | Ciudad                                     | Departamento                               |                                            |                                            |                                            |
| Campeonatos femeninos del fútbol argentino       | Campeonatos femeninos del fútbol argentino | Campeonatos femeninos del fútbol argentino | Campeonatos femeninos del fútbol argentino | Campeonatos femeninos del fútbol argentino | Campeonatos femeninos del fútbol argentino | Campeonatos femeninos del fútbol argentino |
| ------------------------------------------------ | ------------------------------------------ | ------------------------------------------ | ------------------------------------------ | ------------------------------------------ | ------------------------------------------ | ------------------------------------------ |
| Primera División A 1.ª categoría Sin equipos     |                                            |                                            |                                            |                                            |                                            |                                            |
| Primera División B 2.ª categoría Sin equipos     |                                            |                                            |                                            |                                            |                                            |                                            |
| Ligas regionales de Santa Fe                     |                                            |                                            |                                            |                                            |                                            |                                            |
| Asociación Rosarina de Fútbol 1 equipo           | Rosario Central                            | Rosario                                    | Rosario                                    |                                            |                                            |                                            |
| Liga Cañadense de Fútbol 1 equipo                | Selección                                  | Cañada de Gómez                            | Iriondo                                    |                                            |                                            |                                            |
| Liga Casildense de Fútbol Sin equipos            |                                            |                                            |                                            |                                            |                                            |                                            |
| Liga de Fútbol Regional del Sud Sin equipos      |                                            |                                            |                                            |                                            |                                            |                                            |
| Liga Departamental de Fútbol San Martín 1 equipo | Selección                                  | San Jorge                                  | San Martín                                 |                                            |                                            |                                            |
| Liga Deportiva del Sur Sin equipos               |                                            |                                            |                                            |                                            |                                            |                                            |
| Liga Esperancina de Fútbol 1 equipo              | Defensores del Oeste                       | Esperanza                                  | Las Colonias                               |                                            |                                            |                                            |
| Liga Galvense de Fútbol Sin equipos              |                                            |                                            |                                            |                                            |                                            |                                            |
| Liga Interprovincial de Fútbol Sin equipos       |                                            |                                            |                                            |                                            |                                            |                                            |
| Liga Ocampense de Fútbol 1 equipo                | Racing El Campesino                        | Villa Ocampo                               | General Obligado                           |                                            |                                            |                                            |
| Liga Rafaelina de Fútbol Sin equipos             |                                            |                                            |                                            |                                            |                                            |                                            |
| Liga Reconquistense de Fútbol Sin equipos        |                                            |                                            |                                            |                                            |                                            |                                            |
| Liga Regional Ceresina de Fútbol Sin equipos     |                                            |                                            |                                            |                                            |                                            |                                            |
| Liga Regional Paivense de Fútbol Sin equipos     |                                            |                                            |                                            |                                            |                                            |                                            |
| Liga Regional Sanlorencina de Fútbol Sin equipos |                                            |                                            |                                            |                                            |                                            |                                            |
| Liga Regional Totorense de Fútbol Sin equipos    |                                            |                                            |                                            |                                            |                                            |                                            |
| Liga Santafesina de Fútbol 1 equipo              | Unión                                      | Santa Fe                                   | La Capital                                 |                                            |                                            |                                            |
| Liga Venadense de Fútbol Sin equipos             |                                            |                                            |                                            |                                            |                                            |                                            |
| Liga Verense de Fútbol Sin equipos               |                                            |                                            |                                            |                                            |                                            |                                            |

## Fase de grupos

### Zona A
| Equipo               | Pts. | PJ | PG | PE | PP | GF | GC | DG  |
| -------------------- | ---- | -- | -- | -- | -- | -- | -- | --- |
| Defensores del Oeste | 7    | 3  | 2  | 1  | 0  | 10 | 2  | 8   |
| Liga Cañadense       | 5    | 3  | 1  | 2  | 0  | 10 | 1  | 9   |
| Liga D. San Martín   | 0    | 3  | 0  | 0  | 3  | 0  | 15 | -15 |

| \| Fecha \| Lugar \| Local \| Resultado \| Visitante \| \| -------------- \| ------------ \| ------------------ \| --------- \| -------------------- \| \| 3 de noviembre \| Cañada de G. \| Liga Cañadense \| 9:0 \| Liga D. San Martín \| \| 4 de noviembre \| Cañada de G. \| Liga D. San Martín \| 0:5 \| Defensores del Oeste \| \| 4 de noviembre \| Cañada de G. \| Liga Cañadense \| 1:1 \| Defensores del Oeste \| |              |                    |           |                      |
| Fecha | Lugar        | Local              | Resultado | Visitante            |
| 3 de noviembre | Cañada de G. | Liga Cañadense     | 9:0       | Liga D. San Martín   |
| 4 de noviembre | Cañada de G. | Liga D. San Martín | 0:5       | Defensores del Oeste |
| 4 de noviembre | Cañada de G. | Liga Cañadense     | 1:1       | Defensores del Oeste |

### Zona B
| Equipo              | Pts. | PJ | PG | PE | PP | GF | GC | DG |
| ------------------- | ---- | -- | -- | -- | -- | -- | -- | -- |
| Unión (Santa Fe)    | 9    | 3  | 3  | 0  | 0  | 11 | 2  | 9  |
| Rosario Central     | 3    | 3  | 1  | 0  | 2  | 3  | 11 | -8 |
| Racing El Campesino | 1    | 3  | 0  | 1  | 2  | 1  | 4  | -3 |

| \| Fecha \| Lugar \| Local \| Resultado \| Visitante \| \| -------------- \| ------------ \| ------------------- \| --------- \| ------------------- \| \| 3 de noviembre \| Cañada de G. \| Racing El Campesino \| 1:3 \| Unión (Santa Fe) \| \| 4 de noviembre \| Cañada de G. \| Unión (Santa Fe) \| 7:1 \| Rosario Central \| \| 4 de noviembre \| Cañada de G. \| Rosario Central \| 1:0 \| Racing El Campesino \| |              |                     |           |                     |
| Fecha | Lugar        | Local               | Resultado | Visitante           |
| 3 de noviembre | Cañada de G. | Racing El Campesino | 1:3       | Unión (Santa Fe)    |
| 4 de noviembre | Cañada de G. | Unión (Santa Fe)    | 7:1       | Rosario Central     |
| 4 de noviembre | Cañada de G. | Rosario Central     | 1:0       | Racing El Campesino |

### Interzonales
| \| Fecha \| Lugar \| Local \| Resultado \| Visitante \| \| -------------- \| ------------ \| -------------------- \| --------- \| ------------------- \| \| 3 de noviembre \| Cañada de G. \| Defensores del Oeste \| 4:1 \| Rosario Central \| \| 4 de noviembre \| Cañada de G. \| Liga Cañadense \| 0:0 \| Racing El Campesino \| \| 4 de noviembre \| Cañada de G. \| Unión (Santa Fe) \| 1:0 \| Liga D. San Martín \| |              |                      |           |                     |
| Fecha | Lugar        | Local                | Resultado | Visitante           |
| 3 de noviembre | Cañada de G. | Defensores del Oeste | 4:1       | Rosario Central     |
| 4 de noviembre | Cañada de G. | Liga Cañadense       | 0:0       | Racing El Campesino |
| 4 de noviembre | Cañada de G. | Unión (Santa Fe)     | 1:0       | Liga D. San Martín  |

## Fase final

### Tercer puesto
| Fecha          | Equipo 1       | Resultado | Equipo 2        |
| -------------- | -------------- | --------- | --------------- |
| 5 de noviembre | Liga Cañadense | 3:0       | Rosario Central |

- Nota: El partido se llevó a cabo en la ciudad de Cañada de Gómez.

### Final
| Fecha          | Equipo 1             | Resultado    | Equipo 2         |
| -------------- | -------------------- | ------------ | ---------------- |
| 5 de noviembre | Defensores del Oeste | 3:3 (3:4 p.) | Unión (Santa Fe) |

- Nota: El partido se llevó a cabo en el estadio del Club Atlético América de Cañada de Gómez.

|                                      |
|                                      |
| Campeón Unión (Santa Fe) 1.er título |